# Sacca (Colorno)
Sacca (Saca in dialetto parmigiano) è una frazione del comune di Colorno, posta a 5 km a nord di Colorno e a 25 km a nord di Parma.

## Geografia fisica
Il paese è ubicato nella pianura padana, nella Bassa parmense e si trova a un'altezza di 27 m s.l.m.. A nord-ovest l'abitato è lambito dal fiume Po, in località Sacchetta è attraversato dalla strada Asolana.

## Storia
Sacca viene fondata in epoca medievale su un'isola del Po. Nell’alto medioevo è l'unico centro abitato del territorio colornese, oltre allo stesso paese di Colorno già allora dotato di un castello. A Sacca sono praticati il commercio con la sponda cremonese del Po e la coltivazione dei terreni circostanti, come dimostra la donazione della regina Cunegonda in cui sono menzionati prati, campi, orti e vigne, nonché corti e case. Anche Re Arnolfo dando conferma di diversi possedimenti del vescovo Guibodo cita un bosco sito sull'isola di Sacca. Nel 948 in una donazione di Re Lotario viene citata una corte in Sacca con relativo diritto di pesca.
Nel 1138 è già presente una chiesa dedicata a San Giorgio su cui vanta dei diritti il monastero delle benedettine della chiesa di Sant'Alessandro di Parma. Nell'abitato è ubicato anche un ospedale.
Il porto in passato rivestì sempre un'importanza fondamentale per il paese. All'inizio del XVIII secolo sorse una disputa con Casalmaggiore per l'utilizzo dell'approdo sulla riva parmense per chi proveniva dalla Lombardia. La vicinanza di un centro abitato a un corso d’acqua era vantaggiosa, oltre a consentire la realizzazione di porti dava la possibilità di installare mulini, nei pressi di Sacca nel XVI secolo si trovava un buon numero di tali strutture. Quello di Sacca nel ‘700 era il porto fluviale principale per la città di Parma.
Nel corso dei secoli svariate milizie e diverse personalità passarono il Po a Sacca dirette o provenienti dalla sponda opposta del fiume. I militari talvolta perpetrarono dei veri e propri saccheggi derubando gli abitanti di granaglie e altri averi. 
Il 26 luglio 1702 passò da Sacca Filippo V di Spagna con al seguito 7000 cavalieri.
Nel 1734 Francesi e Savoiardi costruirono un ponte di barche nei pressi di Sacca per consentire il passaggio delle proprie truppe. In seguito scavarono trincee nelle vicinanze del paese. Queste truppe presero poi parte alla battaglia di Colorno. Tra il 1745 e il 1746 soldati francesi e spagnoli pattugliarono le rive del Po controllando l'attraversamento del fiume. 
Il 12 giugno 1799 i duchi di Parma passarono sulla sponda opposta per sfuggire all'arrivo delle milizie Napoleniche seguiti da diversi funzionari e dalle truppe al loro seguito. Il 17 febbraio 1848 a Sacca fu traghettata per Casalmaggiore alla volta di Vienna la salma della duchessa Maria Luigia d'Austria. Nell'aprile del 1945 fu la volta dei soldati tedeschi che fuggivano all'avanzata delle truppe americane

## Monumenti e luoghi d'interesse

### Architetture religiose

#### Chiesa di San Giorgio

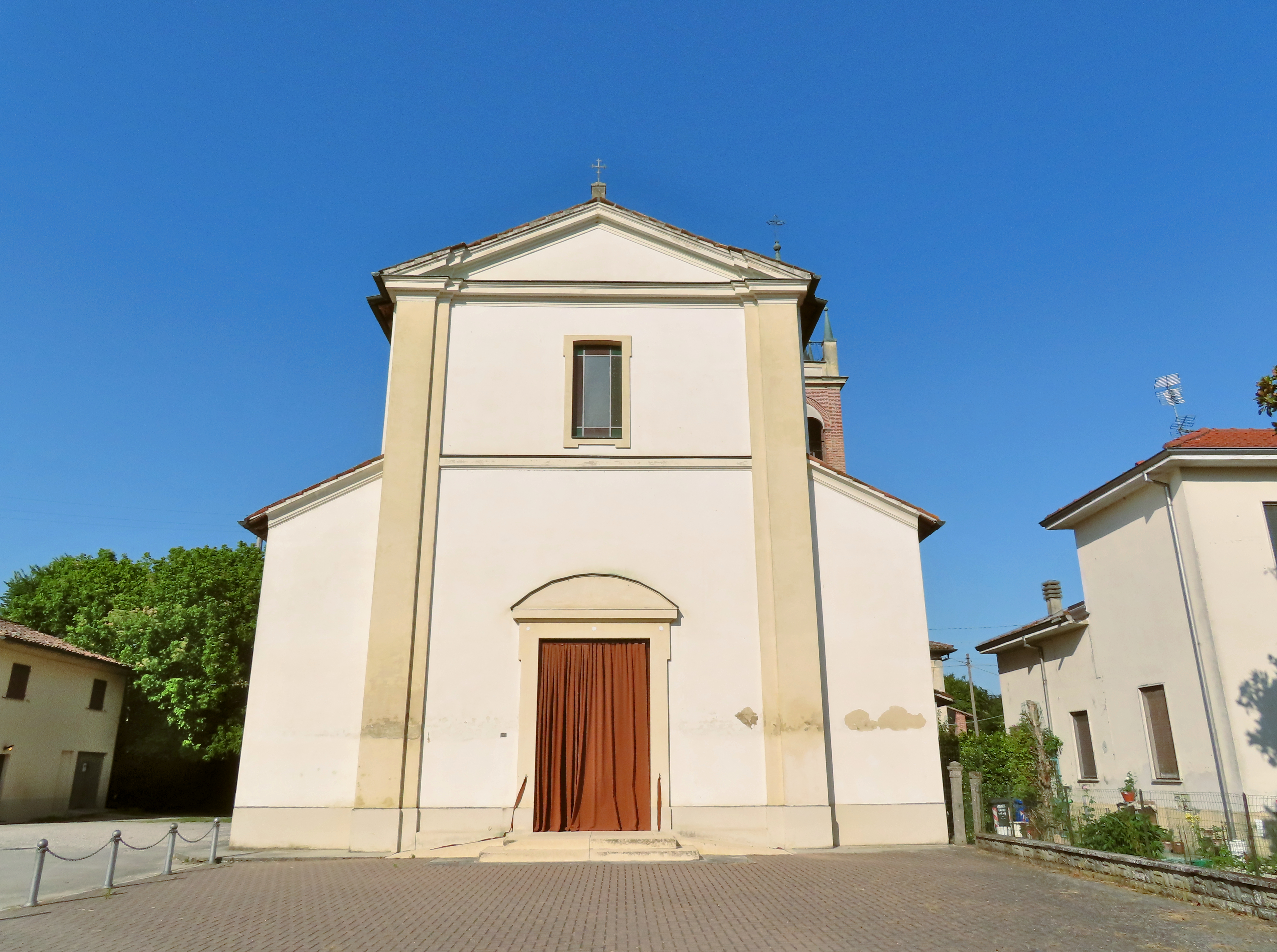
Chiesa di San Giorgio

Una prima chiesa a Sacca era già presente nel 1138. Quella attuale fu edificata tra il 1751 e il 1779. 

## Cultura

### Letteratura
Sacca è citata nel romanzo La Certosa di Parma di Stendhal. L’autore nel libro immagina l’ubicazione della certosa di Parma a due leghe dal paese.

### Cucina
La tradizione vuole che il Tortél Dóls di Colorno sia nato a Sacca ai tempi della Duchessa Maria Luigia d'Austria. Si narra infatti, che in occasione di particolari ricorrenze la Duchessa era solita offrire ai barcaioli del paese un primo piatto di tortelli dal ripieno agrodolce. Per questa sua particolarità fu chiamato così Tortél Dóls.

## Infrastrutture e trasporti
La strada dalla strada Asolana che collega Parma a Montichiari, attraversa il paese in località Sacchetta.